# Платов, Василий Николаевич
Василий Николаевич Платов (24 марта 1881, Рига — 17 июля 1952, Москва) — шахматный композитор; последователь А. Троицкого, врач по образованию. Редактор отделов этюдов журналов «Шахматное обозрение» (1909—1910), «Шахматы» (1922—1929) и «64» (1925—1932). Отличник физической культуры и спорта (1951).

## Биография
Родился в Риге, но почти всю жизнь прожил в Москве.
Окончил Московский университет по специальности «врач-эпидемиолог».
Трудовую деятельность начал в Сокольнической больнице. Около 40 лет проработал в Московской клинической инфекционной больнице; в последние годы был научным её руководителем и заместителем главного врача. Кандидат медицинских наук, автор около двух десятков научных работ. Заслуженный врач РСФСР (1947), был награжден орденами и медалями за свой труд по охране здоровья трудящихся.
С 1903 года опубликовал свыше 200 этюдов, преимущественно в соавторстве с братом Михаилом (1883—1938?). На конкурсах выступал редко; всего удостоен около 30 отличий, в том числе 4 первых приза. После 1928 года отошёл от активной творческой деятельности: составил несколько этюдов, продолжал судить конкурсы шахматных композиторов, посвятив себя полностью медицине.
Василий Николаевич был участником спасения экспедиции на дирижабле «Италия» под руководством итальянского исследователя Умберто Нобиле.

### Шахматное творчество
Творчество Платова сыграло важную роль в развитии отечественной школы в этюде, показало самобытные пути развития русской этюдной композиции.
Этюд, как и всякое произведение искусства, должен удовлетворять требованиям как со стороны содержания, так и формы. Содержанием является та или иная идея, находящая своё выражение в комбинации или в позиционной игре; законченность формы заключается в простоте построения, соединённой с максимальной экономией средств: чем проще начальное положение, тем сильнее эффект, вызываемый при выявлении скрытой в позиции идеи. В комбинационно-позиционном направлении видится дальнейший прогресс этюдной композиции…Василий Платов
Большое внимание Платов уделял противоборству двух фигур в различных сочетаниях против ферзя (опубликовал свыше 40 этюдов), борьбе фигур друг против друга (55 этюдов), этюдам на тему пата (44 этюда).
Памяти Платова посвящены международные конкурсы Спорткомитета РСФСР (1954—1955) и журнала «Шахматы в СССР» (1982—1983). Этюд, составленный Платовыми в 1909 году, высоко оценил В. И. Ленин.

#### Этюды
|   | a | b | c | d | e | f | g | h |   |
| - | --- | --- | --- | --- | --- | --- | --- | --- | - |
| 8 | e7 белый слон · h7 чёрная пешка · d5 чёрная пешка · h5 белая пешка · d3 белая пешка · e3 чёрный король · g3 белый король · a2 чёрная пешка · g1 белый конь | e7 белый слон · h7 чёрная пешка · d5 чёрная пешка · h5 белая пешка · d3 белая пешка · e3 чёрный король · g3 белый король · a2 чёрная пешка · g1 белый конь | e7 белый слон · h7 чёрная пешка · d5 чёрная пешка · h5 белая пешка · d3 белая пешка · e3 чёрный король · g3 белый король · a2 чёрная пешка · g1 белый конь | e7 белый слон · h7 чёрная пешка · d5 чёрная пешка · h5 белая пешка · d3 белая пешка · e3 чёрный король · g3 белый король · a2 чёрная пешка · g1 белый конь | e7 белый слон · h7 чёрная пешка · d5 чёрная пешка · h5 белая пешка · d3 белая пешка · e3 чёрный король · g3 белый король · a2 чёрная пешка · g1 белый конь | e7 белый слон · h7 чёрная пешка · d5 чёрная пешка · h5 белая пешка · d3 белая пешка · e3 чёрный король · g3 белый король · a2 чёрная пешка · g1 белый конь | e7 белый слон · h7 чёрная пешка · d5 чёрная пешка · h5 белая пешка · d3 белая пешка · e3 чёрный король · g3 белый король · a2 чёрная пешка · g1 белый конь | e7 белый слон · h7 чёрная пешка · d5 чёрная пешка · h5 белая пешка · d3 белая пешка · e3 чёрный король · g3 белый король · a2 чёрная пешка · g1 белый конь | 8 |
| 7 | e7 белый слон · h7 чёрная пешка · d5 чёрная пешка · h5 белая пешка · d3 белая пешка · e3 чёрный король · g3 белый король · a2 чёрная пешка · g1 белый конь | e7 белый слон · h7 чёрная пешка · d5 чёрная пешка · h5 белая пешка · d3 белая пешка · e3 чёрный король · g3 белый король · a2 чёрная пешка · g1 белый конь | e7 белый слон · h7 чёрная пешка · d5 чёрная пешка · h5 белая пешка · d3 белая пешка · e3 чёрный король · g3 белый король · a2 чёрная пешка · g1 белый конь | e7 белый слон · h7 чёрная пешка · d5 чёрная пешка · h5 белая пешка · d3 белая пешка · e3 чёрный король · g3 белый король · a2 чёрная пешка · g1 белый конь | e7 белый слон · h7 чёрная пешка · d5 чёрная пешка · h5 белая пешка · d3 белая пешка · e3 чёрный король · g3 белый король · a2 чёрная пешка · g1 белый конь | e7 белый слон · h7 чёрная пешка · d5 чёрная пешка · h5 белая пешка · d3 белая пешка · e3 чёрный король · g3 белый король · a2 чёрная пешка · g1 белый конь | e7 белый слон · h7 чёрная пешка · d5 чёрная пешка · h5 белая пешка · d3 белая пешка · e3 чёрный король · g3 белый король · a2 чёрная пешка · g1 белый конь | e7 белый слон · h7 чёрная пешка · d5 чёрная пешка · h5 белая пешка · d3 белая пешка · e3 чёрный король · g3 белый король · a2 чёрная пешка · g1 белый конь | 7 |
| 6 | e7 белый слон · h7 чёрная пешка · d5 чёрная пешка · h5 белая пешка · d3 белая пешка · e3 чёрный король · g3 белый король · a2 чёрная пешка · g1 белый конь | e7 белый слон · h7 чёрная пешка · d5 чёрная пешка · h5 белая пешка · d3 белая пешка · e3 чёрный король · g3 белый король · a2 чёрная пешка · g1 белый конь | e7 белый слон · h7 чёрная пешка · d5 чёрная пешка · h5 белая пешка · d3 белая пешка · e3 чёрный король · g3 белый король · a2 чёрная пешка · g1 белый конь | e7 белый слон · h7 чёрная пешка · d5 чёрная пешка · h5 белая пешка · d3 белая пешка · e3 чёрный король · g3 белый король · a2 чёрная пешка · g1 белый конь | e7 белый слон · h7 чёрная пешка · d5 чёрная пешка · h5 белая пешка · d3 белая пешка · e3 чёрный король · g3 белый король · a2 чёрная пешка · g1 белый конь | e7 белый слон · h7 чёрная пешка · d5 чёрная пешка · h5 белая пешка · d3 белая пешка · e3 чёрный король · g3 белый король · a2 чёрная пешка · g1 белый конь | e7 белый слон · h7 чёрная пешка · d5 чёрная пешка · h5 белая пешка · d3 белая пешка · e3 чёрный король · g3 белый король · a2 чёрная пешка · g1 белый конь | e7 белый слон · h7 чёрная пешка · d5 чёрная пешка · h5 белая пешка · d3 белая пешка · e3 чёрный король · g3 белый король · a2 чёрная пешка · g1 белый конь | 6 |
| 5 | e7 белый слон · h7 чёрная пешка · d5 чёрная пешка · h5 белая пешка · d3 белая пешка · e3 чёрный король · g3 белый король · a2 чёрная пешка · g1 белый конь | e7 белый слон · h7 чёрная пешка · d5 чёрная пешка · h5 белая пешка · d3 белая пешка · e3 чёрный король · g3 белый король · a2 чёрная пешка · g1 белый конь | e7 белый слон · h7 чёрная пешка · d5 чёрная пешка · h5 белая пешка · d3 белая пешка · e3 чёрный король · g3 белый король · a2 чёрная пешка · g1 белый конь | e7 белый слон · h7 чёрная пешка · d5 чёрная пешка · h5 белая пешка · d3 белая пешка · e3 чёрный король · g3 белый король · a2 чёрная пешка · g1 белый конь | e7 белый слон · h7 чёрная пешка · d5 чёрная пешка · h5 белая пешка · d3 белая пешка · e3 чёрный король · g3 белый король · a2 чёрная пешка · g1 белый конь | e7 белый слон · h7 чёрная пешка · d5 чёрная пешка · h5 белая пешка · d3 белая пешка · e3 чёрный король · g3 белый король · a2 чёрная пешка · g1 белый конь | e7 белый слон · h7 чёрная пешка · d5 чёрная пешка · h5 белая пешка · d3 белая пешка · e3 чёрный король · g3 белый король · a2 чёрная пешка · g1 белый конь | e7 белый слон · h7 чёрная пешка · d5 чёрная пешка · h5 белая пешка · d3 белая пешка · e3 чёрный король · g3 белый король · a2 чёрная пешка · g1 белый конь | 5 |
| 4 | e7 белый слон · h7 чёрная пешка · d5 чёрная пешка · h5 белая пешка · d3 белая пешка · e3 чёрный король · g3 белый король · a2 чёрная пешка · g1 белый конь | e7 белый слон · h7 чёрная пешка · d5 чёрная пешка · h5 белая пешка · d3 белая пешка · e3 чёрный король · g3 белый король · a2 чёрная пешка · g1 белый конь | e7 белый слон · h7 чёрная пешка · d5 чёрная пешка · h5 белая пешка · d3 белая пешка · e3 чёрный король · g3 белый король · a2 чёрная пешка · g1 белый конь | e7 белый слон · h7 чёрная пешка · d5 чёрная пешка · h5 белая пешка · d3 белая пешка · e3 чёрный король · g3 белый король · a2 чёрная пешка · g1 белый конь | e7 белый слон · h7 чёрная пешка · d5 чёрная пешка · h5 белая пешка · d3 белая пешка · e3 чёрный король · g3 белый король · a2 чёрная пешка · g1 белый конь | e7 белый слон · h7 чёрная пешка · d5 чёрная пешка · h5 белая пешка · d3 белая пешка · e3 чёрный король · g3 белый король · a2 чёрная пешка · g1 белый конь | e7 белый слон · h7 чёрная пешка · d5 чёрная пешка · h5 белая пешка · d3 белая пешка · e3 чёрный король · g3 белый король · a2 чёрная пешка · g1 белый конь | e7 белый слон · h7 чёрная пешка · d5 чёрная пешка · h5 белая пешка · d3 белая пешка · e3 чёрный король · g3 белый король · a2 чёрная пешка · g1 белый конь | 4 |
| 3 | e7 белый слон · h7 чёрная пешка · d5 чёрная пешка · h5 белая пешка · d3 белая пешка · e3 чёрный король · g3 белый король · a2 чёрная пешка · g1 белый конь | e7 белый слон · h7 чёрная пешка · d5 чёрная пешка · h5 белая пешка · d3 белая пешка · e3 чёрный король · g3 белый король · a2 чёрная пешка · g1 белый конь | e7 белый слон · h7 чёрная пешка · d5 чёрная пешка · h5 белая пешка · d3 белая пешка · e3 чёрный король · g3 белый король · a2 чёрная пешка · g1 белый конь | e7 белый слон · h7 чёрная пешка · d5 чёрная пешка · h5 белая пешка · d3 белая пешка · e3 чёрный король · g3 белый король · a2 чёрная пешка · g1 белый конь | e7 белый слон · h7 чёрная пешка · d5 чёрная пешка · h5 белая пешка · d3 белая пешка · e3 чёрный король · g3 белый король · a2 чёрная пешка · g1 белый конь | e7 белый слон · h7 чёрная пешка · d5 чёрная пешка · h5 белая пешка · d3 белая пешка · e3 чёрный король · g3 белый король · a2 чёрная пешка · g1 белый конь | e7 белый слон · h7 чёрная пешка · d5 чёрная пешка · h5 белая пешка · d3 белая пешка · e3 чёрный король · g3 белый король · a2 чёрная пешка · g1 белый конь | e7 белый слон · h7 чёрная пешка · d5 чёрная пешка · h5 белая пешка · d3 белая пешка · e3 чёрный король · g3 белый король · a2 чёрная пешка · g1 белый конь | 3 |
| 2 | e7 белый слон · h7 чёрная пешка · d5 чёрная пешка · h5 белая пешка · d3 белая пешка · e3 чёрный король · g3 белый король · a2 чёрная пешка · g1 белый конь | e7 белый слон · h7 чёрная пешка · d5 чёрная пешка · h5 белая пешка · d3 белая пешка · e3 чёрный король · g3 белый король · a2 чёрная пешка · g1 белый конь | e7 белый слон · h7 чёрная пешка · d5 чёрная пешка · h5 белая пешка · d3 белая пешка · e3 чёрный король · g3 белый король · a2 чёрная пешка · g1 белый конь | e7 белый слон · h7 чёрная пешка · d5 чёрная пешка · h5 белая пешка · d3 белая пешка · e3 чёрный король · g3 белый король · a2 чёрная пешка · g1 белый конь | e7 белый слон · h7 чёрная пешка · d5 чёрная пешка · h5 белая пешка · d3 белая пешка · e3 чёрный король · g3 белый король · a2 чёрная пешка · g1 белый конь | e7 белый слон · h7 чёрная пешка · d5 чёрная пешка · h5 белая пешка · d3 белая пешка · e3 чёрный король · g3 белый король · a2 чёрная пешка · g1 белый конь | e7 белый слон · h7 чёрная пешка · d5 чёрная пешка · h5 белая пешка · d3 белая пешка · e3 чёрный король · g3 белый король · a2 чёрная пешка · g1 белый конь | e7 белый слон · h7 чёрная пешка · d5 чёрная пешка · h5 белая пешка · d3 белая пешка · e3 чёрный король · g3 белый король · a2 чёрная пешка · g1 белый конь | 2 |
| 1 | e7 белый слон · h7 чёрная пешка · d5 чёрная пешка · h5 белая пешка · d3 белая пешка · e3 чёрный король · g3 белый король · a2 чёрная пешка · g1 белый конь | e7 белый слон · h7 чёрная пешка · d5 чёрная пешка · h5 белая пешка · d3 белая пешка · e3 чёрный король · g3 белый король · a2 чёрная пешка · g1 белый конь | e7 белый слон · h7 чёрная пешка · d5 чёрная пешка · h5 белая пешка · d3 белая пешка · e3 чёрный король · g3 белый король · a2 чёрная пешка · g1 белый конь | e7 белый слон · h7 чёрная пешка · d5 чёрная пешка · h5 белая пешка · d3 белая пешка · e3 чёрный король · g3 белый король · a2 чёрная пешка · g1 белый конь | e7 белый слон · h7 чёрная пешка · d5 чёрная пешка · h5 белая пешка · d3 белая пешка · e3 чёрный король · g3 белый король · a2 чёрная пешка · g1 белый конь | e7 белый слон · h7 чёрная пешка · d5 чёрная пешка · h5 белая пешка · d3 белая пешка · e3 чёрный король · g3 белый король · a2 чёрная пешка · g1 белый конь | e7 белый слон · h7 чёрная пешка · d5 чёрная пешка · h5 белая пешка · d3 белая пешка · e3 чёрный король · g3 белый король · a2 чёрная пешка · g1 белый конь | e7 белый слон · h7 чёрная пешка · d5 чёрная пешка · h5 белая пешка · d3 белая пешка · e3 чёрный король · g3 белый король · a2 чёрная пешка · g1 белый конь | 1 |
|   | a | b | c | d | e | f | g | h |   |

1.Сf6 d4 

2.Кe2 a1Ф 

3.Кc1!! Фa5 

4.С:d4+ Кр: d4 

5.Кb3+ и белые выигрывают.

Один из самых знаменитых мировых шахматных этюдов.
|   | a | b | c | d | e | f | g | h |   |
| - | --- | --- | --- | --- | --- | --- | --- | --- | - |
| 8 | c7 белая ладья · d7 чёрная пешка · f7 чёрная ладья · c6 чёрная пешка · b5 чёрный король · e5 белая пешка · d4 белый король · f4 чёрная пешка · d2 белая пешка | c7 белая ладья · d7 чёрная пешка · f7 чёрная ладья · c6 чёрная пешка · b5 чёрный король · e5 белая пешка · d4 белый король · f4 чёрная пешка · d2 белая пешка | c7 белая ладья · d7 чёрная пешка · f7 чёрная ладья · c6 чёрная пешка · b5 чёрный король · e5 белая пешка · d4 белый король · f4 чёрная пешка · d2 белая пешка | c7 белая ладья · d7 чёрная пешка · f7 чёрная ладья · c6 чёрная пешка · b5 чёрный король · e5 белая пешка · d4 белый король · f4 чёрная пешка · d2 белая пешка | c7 белая ладья · d7 чёрная пешка · f7 чёрная ладья · c6 чёрная пешка · b5 чёрный король · e5 белая пешка · d4 белый король · f4 чёрная пешка · d2 белая пешка | c7 белая ладья · d7 чёрная пешка · f7 чёрная ладья · c6 чёрная пешка · b5 чёрный король · e5 белая пешка · d4 белый король · f4 чёрная пешка · d2 белая пешка | c7 белая ладья · d7 чёрная пешка · f7 чёрная ладья · c6 чёрная пешка · b5 чёрный король · e5 белая пешка · d4 белый король · f4 чёрная пешка · d2 белая пешка | c7 белая ладья · d7 чёрная пешка · f7 чёрная ладья · c6 чёрная пешка · b5 чёрный король · e5 белая пешка · d4 белый король · f4 чёрная пешка · d2 белая пешка | 8 |
| 7 | c7 белая ладья · d7 чёрная пешка · f7 чёрная ладья · c6 чёрная пешка · b5 чёрный король · e5 белая пешка · d4 белый король · f4 чёрная пешка · d2 белая пешка | c7 белая ладья · d7 чёрная пешка · f7 чёрная ладья · c6 чёрная пешка · b5 чёрный король · e5 белая пешка · d4 белый король · f4 чёрная пешка · d2 белая пешка | c7 белая ладья · d7 чёрная пешка · f7 чёрная ладья · c6 чёрная пешка · b5 чёрный король · e5 белая пешка · d4 белый король · f4 чёрная пешка · d2 белая пешка | c7 белая ладья · d7 чёрная пешка · f7 чёрная ладья · c6 чёрная пешка · b5 чёрный король · e5 белая пешка · d4 белый король · f4 чёрная пешка · d2 белая пешка | c7 белая ладья · d7 чёрная пешка · f7 чёрная ладья · c6 чёрная пешка · b5 чёрный король · e5 белая пешка · d4 белый король · f4 чёрная пешка · d2 белая пешка | c7 белая ладья · d7 чёрная пешка · f7 чёрная ладья · c6 чёрная пешка · b5 чёрный король · e5 белая пешка · d4 белый король · f4 чёрная пешка · d2 белая пешка | c7 белая ладья · d7 чёрная пешка · f7 чёрная ладья · c6 чёрная пешка · b5 чёрный король · e5 белая пешка · d4 белый король · f4 чёрная пешка · d2 белая пешка | c7 белая ладья · d7 чёрная пешка · f7 чёрная ладья · c6 чёрная пешка · b5 чёрный король · e5 белая пешка · d4 белый король · f4 чёрная пешка · d2 белая пешка | 7 |
| 6 | c7 белая ладья · d7 чёрная пешка · f7 чёрная ладья · c6 чёрная пешка · b5 чёрный король · e5 белая пешка · d4 белый король · f4 чёрная пешка · d2 белая пешка | c7 белая ладья · d7 чёрная пешка · f7 чёрная ладья · c6 чёрная пешка · b5 чёрный король · e5 белая пешка · d4 белый король · f4 чёрная пешка · d2 белая пешка | c7 белая ладья · d7 чёрная пешка · f7 чёрная ладья · c6 чёрная пешка · b5 чёрный король · e5 белая пешка · d4 белый король · f4 чёрная пешка · d2 белая пешка | c7 белая ладья · d7 чёрная пешка · f7 чёрная ладья · c6 чёрная пешка · b5 чёрный король · e5 белая пешка · d4 белый король · f4 чёрная пешка · d2 белая пешка | c7 белая ладья · d7 чёрная пешка · f7 чёрная ладья · c6 чёрная пешка · b5 чёрный король · e5 белая пешка · d4 белый король · f4 чёрная пешка · d2 белая пешка | c7 белая ладья · d7 чёрная пешка · f7 чёрная ладья · c6 чёрная пешка · b5 чёрный король · e5 белая пешка · d4 белый король · f4 чёрная пешка · d2 белая пешка | c7 белая ладья · d7 чёрная пешка · f7 чёрная ладья · c6 чёрная пешка · b5 чёрный король · e5 белая пешка · d4 белый король · f4 чёрная пешка · d2 белая пешка | c7 белая ладья · d7 чёрная пешка · f7 чёрная ладья · c6 чёрная пешка · b5 чёрный король · e5 белая пешка · d4 белый король · f4 чёрная пешка · d2 белая пешка | 6 |
| 5 | c7 белая ладья · d7 чёрная пешка · f7 чёрная ладья · c6 чёрная пешка · b5 чёрный король · e5 белая пешка · d4 белый король · f4 чёрная пешка · d2 белая пешка | c7 белая ладья · d7 чёрная пешка · f7 чёрная ладья · c6 чёрная пешка · b5 чёрный король · e5 белая пешка · d4 белый король · f4 чёрная пешка · d2 белая пешка | c7 белая ладья · d7 чёрная пешка · f7 чёрная ладья · c6 чёрная пешка · b5 чёрный король · e5 белая пешка · d4 белый король · f4 чёрная пешка · d2 белая пешка | c7 белая ладья · d7 чёрная пешка · f7 чёрная ладья · c6 чёрная пешка · b5 чёрный король · e5 белая пешка · d4 белый король · f4 чёрная пешка · d2 белая пешка | c7 белая ладья · d7 чёрная пешка · f7 чёрная ладья · c6 чёрная пешка · b5 чёрный король · e5 белая пешка · d4 белый король · f4 чёрная пешка · d2 белая пешка | c7 белая ладья · d7 чёрная пешка · f7 чёрная ладья · c6 чёрная пешка · b5 чёрный король · e5 белая пешка · d4 белый король · f4 чёрная пешка · d2 белая пешка | c7 белая ладья · d7 чёрная пешка · f7 чёрная ладья · c6 чёрная пешка · b5 чёрный король · e5 белая пешка · d4 белый король · f4 чёрная пешка · d2 белая пешка | c7 белая ладья · d7 чёрная пешка · f7 чёрная ладья · c6 чёрная пешка · b5 чёрный король · e5 белая пешка · d4 белый король · f4 чёрная пешка · d2 белая пешка | 5 |
| 4 | c7 белая ладья · d7 чёрная пешка · f7 чёрная ладья · c6 чёрная пешка · b5 чёрный король · e5 белая пешка · d4 белый король · f4 чёрная пешка · d2 белая пешка | c7 белая ладья · d7 чёрная пешка · f7 чёрная ладья · c6 чёрная пешка · b5 чёрный король · e5 белая пешка · d4 белый король · f4 чёрная пешка · d2 белая пешка | c7 белая ладья · d7 чёрная пешка · f7 чёрная ладья · c6 чёрная пешка · b5 чёрный король · e5 белая пешка · d4 белый король · f4 чёрная пешка · d2 белая пешка | c7 белая ладья · d7 чёрная пешка · f7 чёрная ладья · c6 чёрная пешка · b5 чёрный король · e5 белая пешка · d4 белый король · f4 чёрная пешка · d2 белая пешка | c7 белая ладья · d7 чёрная пешка · f7 чёрная ладья · c6 чёрная пешка · b5 чёрный король · e5 белая пешка · d4 белый король · f4 чёрная пешка · d2 белая пешка | c7 белая ладья · d7 чёрная пешка · f7 чёрная ладья · c6 чёрная пешка · b5 чёрный король · e5 белая пешка · d4 белый король · f4 чёрная пешка · d2 белая пешка | c7 белая ладья · d7 чёрная пешка · f7 чёрная ладья · c6 чёрная пешка · b5 чёрный король · e5 белая пешка · d4 белый король · f4 чёрная пешка · d2 белая пешка | c7 белая ладья · d7 чёрная пешка · f7 чёрная ладья · c6 чёрная пешка · b5 чёрный король · e5 белая пешка · d4 белый король · f4 чёрная пешка · d2 белая пешка | 4 |
| 3 | c7 белая ладья · d7 чёрная пешка · f7 чёрная ладья · c6 чёрная пешка · b5 чёрный король · e5 белая пешка · d4 белый король · f4 чёрная пешка · d2 белая пешка | c7 белая ладья · d7 чёрная пешка · f7 чёрная ладья · c6 чёрная пешка · b5 чёрный король · e5 белая пешка · d4 белый король · f4 чёрная пешка · d2 белая пешка | c7 белая ладья · d7 чёрная пешка · f7 чёрная ладья · c6 чёрная пешка · b5 чёрный король · e5 белая пешка · d4 белый король · f4 чёрная пешка · d2 белая пешка | c7 белая ладья · d7 чёрная пешка · f7 чёрная ладья · c6 чёрная пешка · b5 чёрный король · e5 белая пешка · d4 белый король · f4 чёрная пешка · d2 белая пешка | c7 белая ладья · d7 чёрная пешка · f7 чёрная ладья · c6 чёрная пешка · b5 чёрный король · e5 белая пешка · d4 белый король · f4 чёрная пешка · d2 белая пешка | c7 белая ладья · d7 чёрная пешка · f7 чёрная ладья · c6 чёрная пешка · b5 чёрный король · e5 белая пешка · d4 белый король · f4 чёрная пешка · d2 белая пешка | c7 белая ладья · d7 чёрная пешка · f7 чёрная ладья · c6 чёрная пешка · b5 чёрный король · e5 белая пешка · d4 белый король · f4 чёрная пешка · d2 белая пешка | c7 белая ладья · d7 чёрная пешка · f7 чёрная ладья · c6 чёрная пешка · b5 чёрный король · e5 белая пешка · d4 белый король · f4 чёрная пешка · d2 белая пешка | 3 |
| 2 | c7 белая ладья · d7 чёрная пешка · f7 чёрная ладья · c6 чёрная пешка · b5 чёрный король · e5 белая пешка · d4 белый король · f4 чёрная пешка · d2 белая пешка | c7 белая ладья · d7 чёрная пешка · f7 чёрная ладья · c6 чёрная пешка · b5 чёрный король · e5 белая пешка · d4 белый король · f4 чёрная пешка · d2 белая пешка | c7 белая ладья · d7 чёрная пешка · f7 чёрная ладья · c6 чёрная пешка · b5 чёрный король · e5 белая пешка · d4 белый король · f4 чёрная пешка · d2 белая пешка | c7 белая ладья · d7 чёрная пешка · f7 чёрная ладья · c6 чёрная пешка · b5 чёрный король · e5 белая пешка · d4 белый король · f4 чёрная пешка · d2 белая пешка | c7 белая ладья · d7 чёрная пешка · f7 чёрная ладья · c6 чёрная пешка · b5 чёрный король · e5 белая пешка · d4 белый король · f4 чёрная пешка · d2 белая пешка | c7 белая ладья · d7 чёрная пешка · f7 чёрная ладья · c6 чёрная пешка · b5 чёрный король · e5 белая пешка · d4 белый король · f4 чёрная пешка · d2 белая пешка | c7 белая ладья · d7 чёрная пешка · f7 чёрная ладья · c6 чёрная пешка · b5 чёрный король · e5 белая пешка · d4 белый король · f4 чёрная пешка · d2 белая пешка | c7 белая ладья · d7 чёрная пешка · f7 чёрная ладья · c6 чёрная пешка · b5 чёрный король · e5 белая пешка · d4 белый король · f4 чёрная пешка · d2 белая пешка | 2 |
| 1 | c7 белая ладья · d7 чёрная пешка · f7 чёрная ладья · c6 чёрная пешка · b5 чёрный король · e5 белая пешка · d4 белый король · f4 чёрная пешка · d2 белая пешка | c7 белая ладья · d7 чёрная пешка · f7 чёрная ладья · c6 чёрная пешка · b5 чёрный король · e5 белая пешка · d4 белый король · f4 чёрная пешка · d2 белая пешка | c7 белая ладья · d7 чёрная пешка · f7 чёрная ладья · c6 чёрная пешка · b5 чёрный король · e5 белая пешка · d4 белый король · f4 чёрная пешка · d2 белая пешка | c7 белая ладья · d7 чёрная пешка · f7 чёрная ладья · c6 чёрная пешка · b5 чёрный король · e5 белая пешка · d4 белый король · f4 чёрная пешка · d2 белая пешка | c7 белая ладья · d7 чёрная пешка · f7 чёрная ладья · c6 чёрная пешка · b5 чёрный король · e5 белая пешка · d4 белый король · f4 чёрная пешка · d2 белая пешка | c7 белая ладья · d7 чёрная пешка · f7 чёрная ладья · c6 чёрная пешка · b5 чёрный король · e5 белая пешка · d4 белый король · f4 чёрная пешка · d2 белая пешка | c7 белая ладья · d7 чёрная пешка · f7 чёрная ладья · c6 чёрная пешка · b5 чёрный король · e5 белая пешка · d4 белый король · f4 чёрная пешка · d2 белая пешка | c7 белая ладья · d7 чёрная пешка · f7 чёрная ладья · c6 чёрная пешка · b5 чёрный король · e5 белая пешка · d4 белый король · f4 чёрная пешка · d2 белая пешка | 1 |
|   | a | b | c | d | e | f | g | h |   |

1.e6! Лf6 2.Лb7+ Крa6 3.ed Лd6+ 

4.Крc5 Л:d2 5.Лb2! 
 (но не 5.Лb3? f3! 6.Л:f3 Крb7 с ничьей) 

5…Лd3 6.Лb3!

(6.Кр: c6? Лc3+ 7.Крd6 Лd3+ 8.Крc7 Лc3+ 9.Крd8 Лe3 10.Лd2 Крb7 11.Лb2+ Крa7 12.Лb4 f3! — ничья) 

6…Лd2 7.Кр: c6 Лc2+ 8.Крd6 Лd2+ 

9.Крc7 Лc2 10.Крd8 Лe2 11.Лf3 Лe4 

12.Крc7 Лc4+ 13.Крd6 Лd4+ 14.Крc6 Лc4+ 

15.Крd5 и выигрывают.
|   | a | b | c | d | e | f | g | h |   |
| - | --- | --- | --- | --- | --- | --- | --- | --- | - |
| 8 | e8 белый король · h8 белая ладья · f7 белый конь · c6 чёрный король · h5 чёрная пешка · a2 чёрная пешка | e8 белый король · h8 белая ладья · f7 белый конь · c6 чёрный король · h5 чёрная пешка · a2 чёрная пешка | e8 белый король · h8 белая ладья · f7 белый конь · c6 чёрный король · h5 чёрная пешка · a2 чёрная пешка | e8 белый король · h8 белая ладья · f7 белый конь · c6 чёрный король · h5 чёрная пешка · a2 чёрная пешка | e8 белый король · h8 белая ладья · f7 белый конь · c6 чёрный король · h5 чёрная пешка · a2 чёрная пешка | e8 белый король · h8 белая ладья · f7 белый конь · c6 чёрный король · h5 чёрная пешка · a2 чёрная пешка | e8 белый король · h8 белая ладья · f7 белый конь · c6 чёрный король · h5 чёрная пешка · a2 чёрная пешка | e8 белый король · h8 белая ладья · f7 белый конь · c6 чёрный король · h5 чёрная пешка · a2 чёрная пешка | 8 |
| 7 | e8 белый король · h8 белая ладья · f7 белый конь · c6 чёрный король · h5 чёрная пешка · a2 чёрная пешка | e8 белый король · h8 белая ладья · f7 белый конь · c6 чёрный король · h5 чёрная пешка · a2 чёрная пешка | e8 белый король · h8 белая ладья · f7 белый конь · c6 чёрный король · h5 чёрная пешка · a2 чёрная пешка | e8 белый король · h8 белая ладья · f7 белый конь · c6 чёрный король · h5 чёрная пешка · a2 чёрная пешка | e8 белый король · h8 белая ладья · f7 белый конь · c6 чёрный король · h5 чёрная пешка · a2 чёрная пешка | e8 белый король · h8 белая ладья · f7 белый конь · c6 чёрный король · h5 чёрная пешка · a2 чёрная пешка | e8 белый король · h8 белая ладья · f7 белый конь · c6 чёрный король · h5 чёрная пешка · a2 чёрная пешка | e8 белый король · h8 белая ладья · f7 белый конь · c6 чёрный король · h5 чёрная пешка · a2 чёрная пешка | 7 |
| 6 | e8 белый король · h8 белая ладья · f7 белый конь · c6 чёрный король · h5 чёрная пешка · a2 чёрная пешка | e8 белый король · h8 белая ладья · f7 белый конь · c6 чёрный король · h5 чёрная пешка · a2 чёрная пешка | e8 белый король · h8 белая ладья · f7 белый конь · c6 чёрный король · h5 чёрная пешка · a2 чёрная пешка | e8 белый король · h8 белая ладья · f7 белый конь · c6 чёрный король · h5 чёрная пешка · a2 чёрная пешка | e8 белый король · h8 белая ладья · f7 белый конь · c6 чёрный король · h5 чёрная пешка · a2 чёрная пешка | e8 белый король · h8 белая ладья · f7 белый конь · c6 чёрный король · h5 чёрная пешка · a2 чёрная пешка | e8 белый король · h8 белая ладья · f7 белый конь · c6 чёрный король · h5 чёрная пешка · a2 чёрная пешка | e8 белый король · h8 белая ладья · f7 белый конь · c6 чёрный король · h5 чёрная пешка · a2 чёрная пешка | 6 |
| 5 | e8 белый король · h8 белая ладья · f7 белый конь · c6 чёрный король · h5 чёрная пешка · a2 чёрная пешка | e8 белый король · h8 белая ладья · f7 белый конь · c6 чёрный король · h5 чёрная пешка · a2 чёрная пешка | e8 белый король · h8 белая ладья · f7 белый конь · c6 чёрный король · h5 чёрная пешка · a2 чёрная пешка | e8 белый король · h8 белая ладья · f7 белый конь · c6 чёрный король · h5 чёрная пешка · a2 чёрная пешка | e8 белый король · h8 белая ладья · f7 белый конь · c6 чёрный король · h5 чёрная пешка · a2 чёрная пешка | e8 белый король · h8 белая ладья · f7 белый конь · c6 чёрный король · h5 чёрная пешка · a2 чёрная пешка | e8 белый король · h8 белая ладья · f7 белый конь · c6 чёрный король · h5 чёрная пешка · a2 чёрная пешка | e8 белый король · h8 белая ладья · f7 белый конь · c6 чёрный король · h5 чёрная пешка · a2 чёрная пешка | 5 |
| 4 | e8 белый король · h8 белая ладья · f7 белый конь · c6 чёрный король · h5 чёрная пешка · a2 чёрная пешка | e8 белый король · h8 белая ладья · f7 белый конь · c6 чёрный король · h5 чёрная пешка · a2 чёрная пешка | e8 белый король · h8 белая ладья · f7 белый конь · c6 чёрный король · h5 чёрная пешка · a2 чёрная пешка | e8 белый король · h8 белая ладья · f7 белый конь · c6 чёрный король · h5 чёрная пешка · a2 чёрная пешка | e8 белый король · h8 белая ладья · f7 белый конь · c6 чёрный король · h5 чёрная пешка · a2 чёрная пешка | e8 белый король · h8 белая ладья · f7 белый конь · c6 чёрный король · h5 чёрная пешка · a2 чёрная пешка | e8 белый король · h8 белая ладья · f7 белый конь · c6 чёрный король · h5 чёрная пешка · a2 чёрная пешка | e8 белый король · h8 белая ладья · f7 белый конь · c6 чёрный король · h5 чёрная пешка · a2 чёрная пешка | 4 |
| 3 | e8 белый король · h8 белая ладья · f7 белый конь · c6 чёрный король · h5 чёрная пешка · a2 чёрная пешка | e8 белый король · h8 белая ладья · f7 белый конь · c6 чёрный король · h5 чёрная пешка · a2 чёрная пешка | e8 белый король · h8 белая ладья · f7 белый конь · c6 чёрный король · h5 чёрная пешка · a2 чёрная пешка | e8 белый король · h8 белая ладья · f7 белый конь · c6 чёрный король · h5 чёрная пешка · a2 чёрная пешка | e8 белый король · h8 белая ладья · f7 белый конь · c6 чёрный король · h5 чёрная пешка · a2 чёрная пешка | e8 белый король · h8 белая ладья · f7 белый конь · c6 чёрный король · h5 чёрная пешка · a2 чёрная пешка | e8 белый король · h8 белая ладья · f7 белый конь · c6 чёрный король · h5 чёрная пешка · a2 чёрная пешка | e8 белый король · h8 белая ладья · f7 белый конь · c6 чёрный король · h5 чёрная пешка · a2 чёрная пешка | 3 |
| 2 | e8 белый король · h8 белая ладья · f7 белый конь · c6 чёрный король · h5 чёрная пешка · a2 чёрная пешка | e8 белый король · h8 белая ладья · f7 белый конь · c6 чёрный король · h5 чёрная пешка · a2 чёрная пешка | e8 белый король · h8 белая ладья · f7 белый конь · c6 чёрный король · h5 чёрная пешка · a2 чёрная пешка | e8 белый король · h8 белая ладья · f7 белый конь · c6 чёрный король · h5 чёрная пешка · a2 чёрная пешка | e8 белый король · h8 белая ладья · f7 белый конь · c6 чёрный король · h5 чёрная пешка · a2 чёрная пешка | e8 белый король · h8 белая ладья · f7 белый конь · c6 чёрный король · h5 чёрная пешка · a2 чёрная пешка | e8 белый король · h8 белая ладья · f7 белый конь · c6 чёрный король · h5 чёрная пешка · a2 чёрная пешка | e8 белый король · h8 белая ладья · f7 белый конь · c6 чёрный король · h5 чёрная пешка · a2 чёрная пешка | 2 |
| 1 | e8 белый король · h8 белая ладья · f7 белый конь · c6 чёрный король · h5 чёрная пешка · a2 чёрная пешка | e8 белый король · h8 белая ладья · f7 белый конь · c6 чёрный король · h5 чёрная пешка · a2 чёрная пешка | e8 белый король · h8 белая ладья · f7 белый конь · c6 чёрный король · h5 чёрная пешка · a2 чёрная пешка | e8 белый король · h8 белая ладья · f7 белый конь · c6 чёрный король · h5 чёрная пешка · a2 чёрная пешка | e8 белый король · h8 белая ладья · f7 белый конь · c6 чёрный король · h5 чёрная пешка · a2 чёрная пешка | e8 белый король · h8 белая ладья · f7 белый конь · c6 чёрный король · h5 чёрная пешка · a2 чёрная пешка | e8 белый король · h8 белая ладья · f7 белый конь · c6 чёрный король · h5 чёрная пешка · a2 чёрная пешка | e8 белый король · h8 белая ладья · f7 белый конь · c6 чёрный король · h5 чёрная пешка · a2 чёрная пешка | 1 |
|   | a | b | c | d | e | f | g | h |   |

1.Лh6+ Крb7
(если 1. … Крb5, то 2.Л:h5+ Крb4

3.Лh1 Крb3 4.Кe5 Крb2 5.Кc4+) 

2.Кd8+ Крa7 3.Кc6+ Крa8 

4.Кa5! a1Ф 5.Лa6+ Крb8 

6.Кc6+ и выигрывают.

Один из последних этюдов братьев Платовых.

## Труды
- 150 избранных современных этюдов. — М., 1925;
- Сборник шахматных этюдов, 2-е издание. — М.-Л., 1928 (соавтор).